# Аук-Буляк
Аук-Буляк (баш. Ауых-Бүләк) — деревня в Татышлинском районе Республики Башкортостан Российской Федерации. Входит в состав Бадряшевского сельсовета.

## География

### Географическое положение
Расстояние до:
- районного центра (Верхние Татышлы): 8 км,
- центра сельсовета (Бадряшево): 2 км,
- ближайшей ж/д станции (Чернушка): 27 км.

## Население
| 2002 | 2009 | 2010 |
| ---- | ---- | ---- |
| 129  | ↘124 | ↗133 |

Национальный состав
Согласно переписи 2002 года, преобладающая национальность — башкиры (95 %).